# Station Basznia Dolna
Station Basznia Dolna is een spoorwegstation in de Poolse plaats Basznia Dolna.